# Lucien Fournereau
Michel Louis Lucien Fournereau, né le 15 mai 1846 à Paris où il est mort dans le 4e arrondissement le 19 décembre 1906, est un explorateur, archéologue, ethnographe et épigraphe français.
Fournereau a voyagé et recueilli des collections, relevé des inscriptions et photographié des monuments pour le compte du Musée du Trocadéro en Guyane, en Indochine, notamment à Angkor Vat. Il a également réalisé des moulages et des sculptures qu'il exposera lors de grandes expositions, notamment celle d'Angkor à l'Exposition universelle de Paris de 1889. En 1891 et 1892, Fournereau effectue des fouilles archéologiques et ramènera le fruit de ses trouvailles dans les musées. Il est l'auteur de 89 œuvres iconographiques

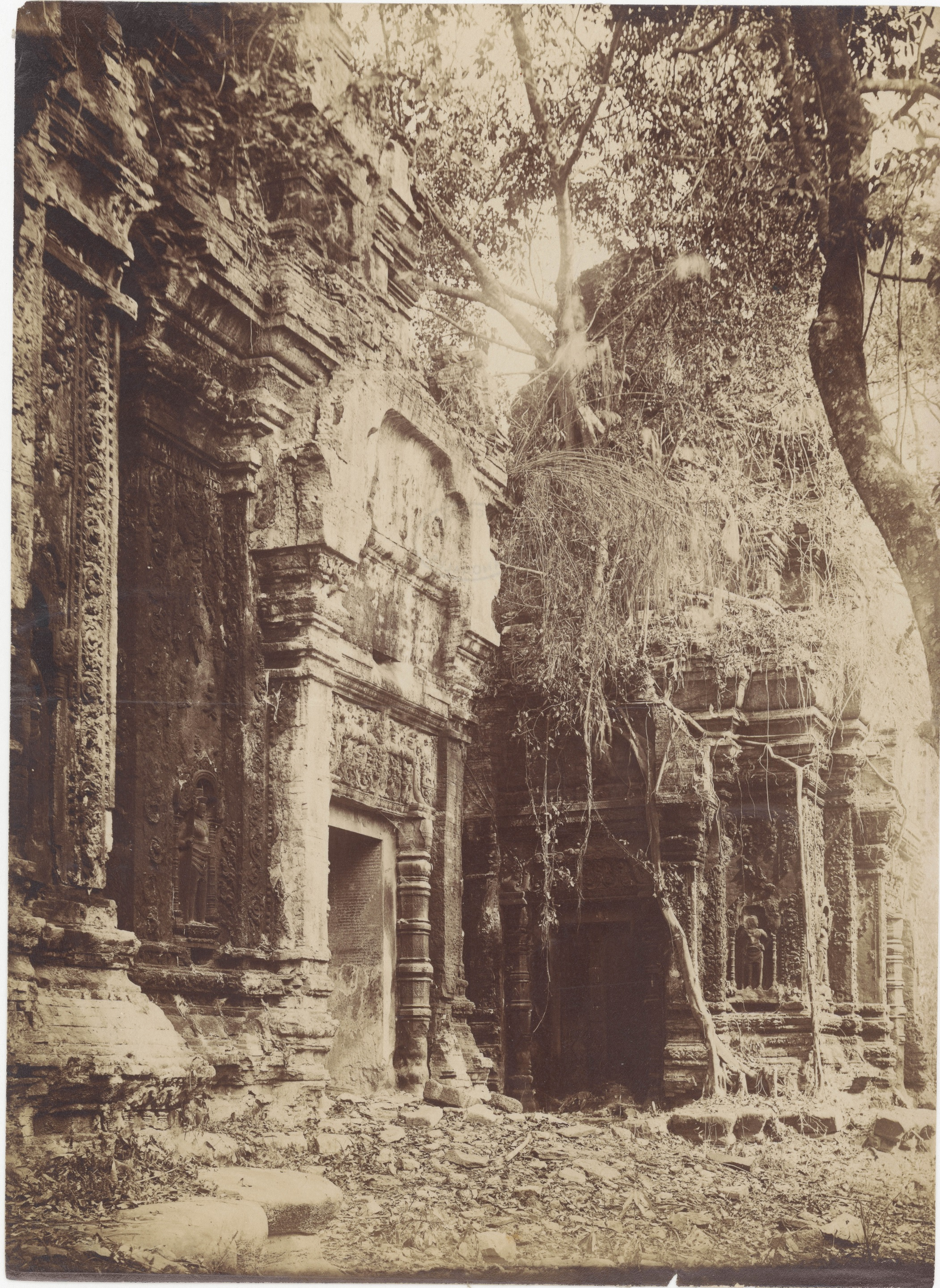
Angkor photographiée en 1888 par Lucien Fournereau. Archives nationales de France.

## Biographie
Lucien Fournereau, né le 15 mai 1846 à Paris, entreprend des études d'architecte à ENSBA Beaux Arts de Paris,.
Ses états de service fournis à la chancellerie de la Légion d'honneur indiquent : « Attaché aux travaux de la Ville de Paris du 1er mai 1868 au 30 septembre 1878, construction de l’Église Saint Joseph et reconstruction de la Ville de Paris ». Par la suite, il est attaché au Ministère de la marine et des Colonies du 24 septembre 1886 à février 1887.
Architecte, Lucien Fournereau voyage en Guyane en 1882, y recueillant alors des collections ethnographiques pour le Musée du Trocadéro, puis est chargé de 1886 à 1888 de plusieurs expéditions archéologiques en Indochine. Il se spécialise dans la province de Siem Reap et étudie en détail l'ancienne ville de d'Angkor Thom dont il lève le plan.
Il commence aussi les travaux de dégagements d'Angkor Vat dont il relève des inscriptions, prend des photographies du site et établit des moulages de sculptures qu'il destine au Musée du Trocadéro,

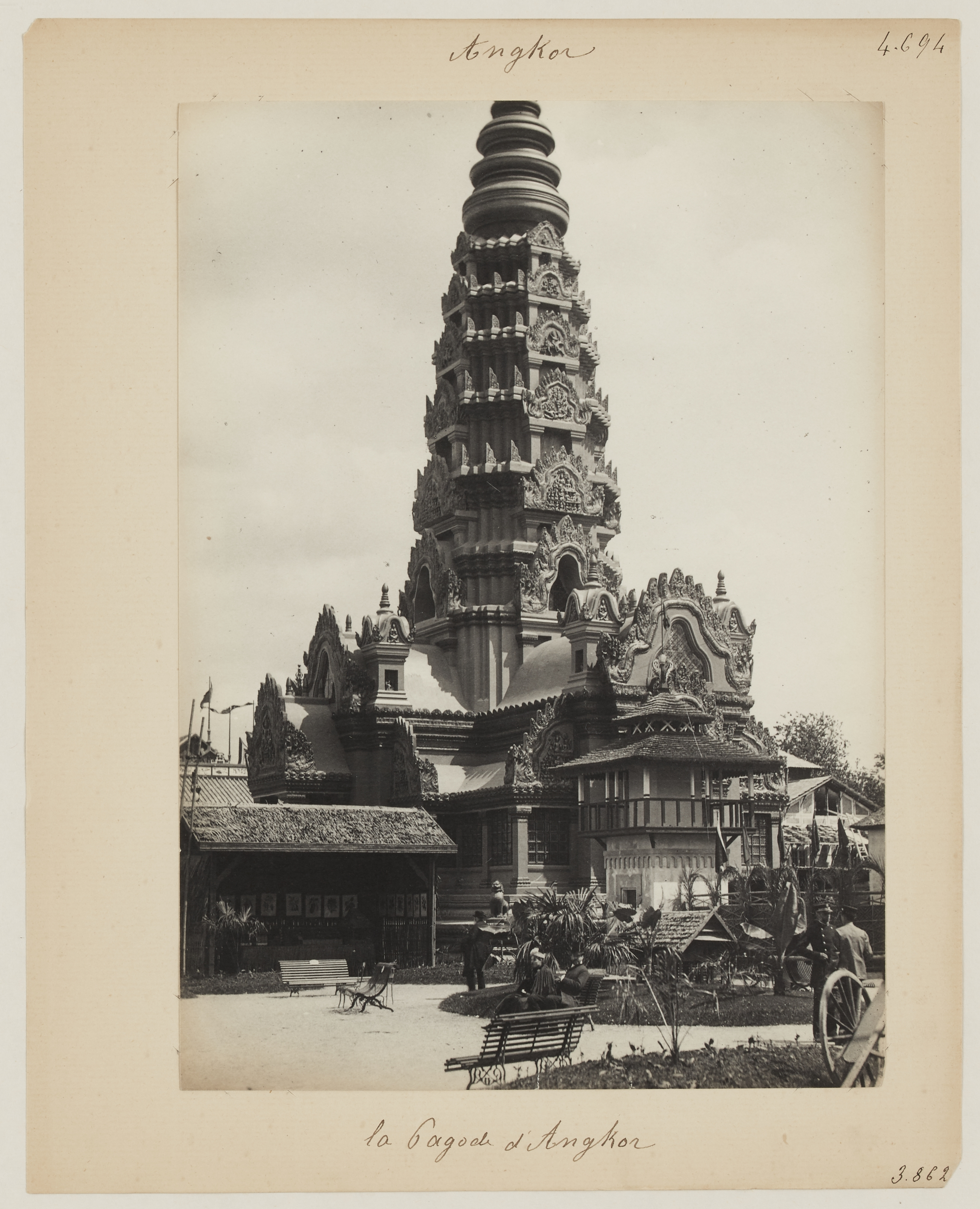
Angkor à l'Exposition universelle de Paris de 1889 par Hippolyte Blancard photographe (Musée Cernuschi)

En 1889, grâce à ses moulages de sculptures, Fournereau suscitera involontairement la passion pour Angkor chez Henri Marchal, qui deviendra en 1916 le futur deuxième conservateur d'Angkor, à la suite de la mort de Jean Commaille (1868-1916), le premier Conservateur d'Angkor de 1908 à 1916. En effet, à l'heure où les parisiens découvrent l'Asie, Henri Marchal (1876-1970), à l'âge de 13 ans, visite l'Exposition universelle de Paris de 1889 installée sur l'Esplanade des Invalides où il est frappé et émerveillé par un moulage du temple d'Angkor réalisé par l'architecte Lucien Fournereau,. À la suite de cette visite mémorable, Henri Marchal se lance dans les lectures, notamment des écrits d'Henri Mouhot (1826-1861) botaniste et explorateur, « découvreur d'Angkor » qui disparait à l'âge de 35 ans aux environs de Luang Prabang, au Laos. Avec la révélation du moulage d'Angkor de Fournereau et nourri par les lectures des écrits d'Henri Mouhot, le jeune Henri Marchal décide que son objectif de vie est de sauver les temples et plus tard, entreprendra des études d'architecture.
Ces évènements se situent à la veille de la création de la Mission archéologique permanente de l'Indochine instaurée par un arrête du 15 décembre 1898 par le Gouverneur Général de l'Indochine, Paul Doumer (1857-1932). Le 20 janvier 1900, cette mission devint l'École française d'Extrême-Orient (EFEO), création entérinée le 24 janvier 1901, avec comme premier directeur de l'EFEO) Louis Finot.
En 1891, Lucien Fournereau est envoyé par le Musée du Trocadéro au Siam, désormais la Thaïlande, il visite le palais royal de Bangkok ainsi que les temples de la ville et les stupas. Il étudie aussi les marchés flottants, les fêtes, les cérémonies religieuses etc.

Oeuvres de la mission Lucien Fournereau conservées au Musée Guimet
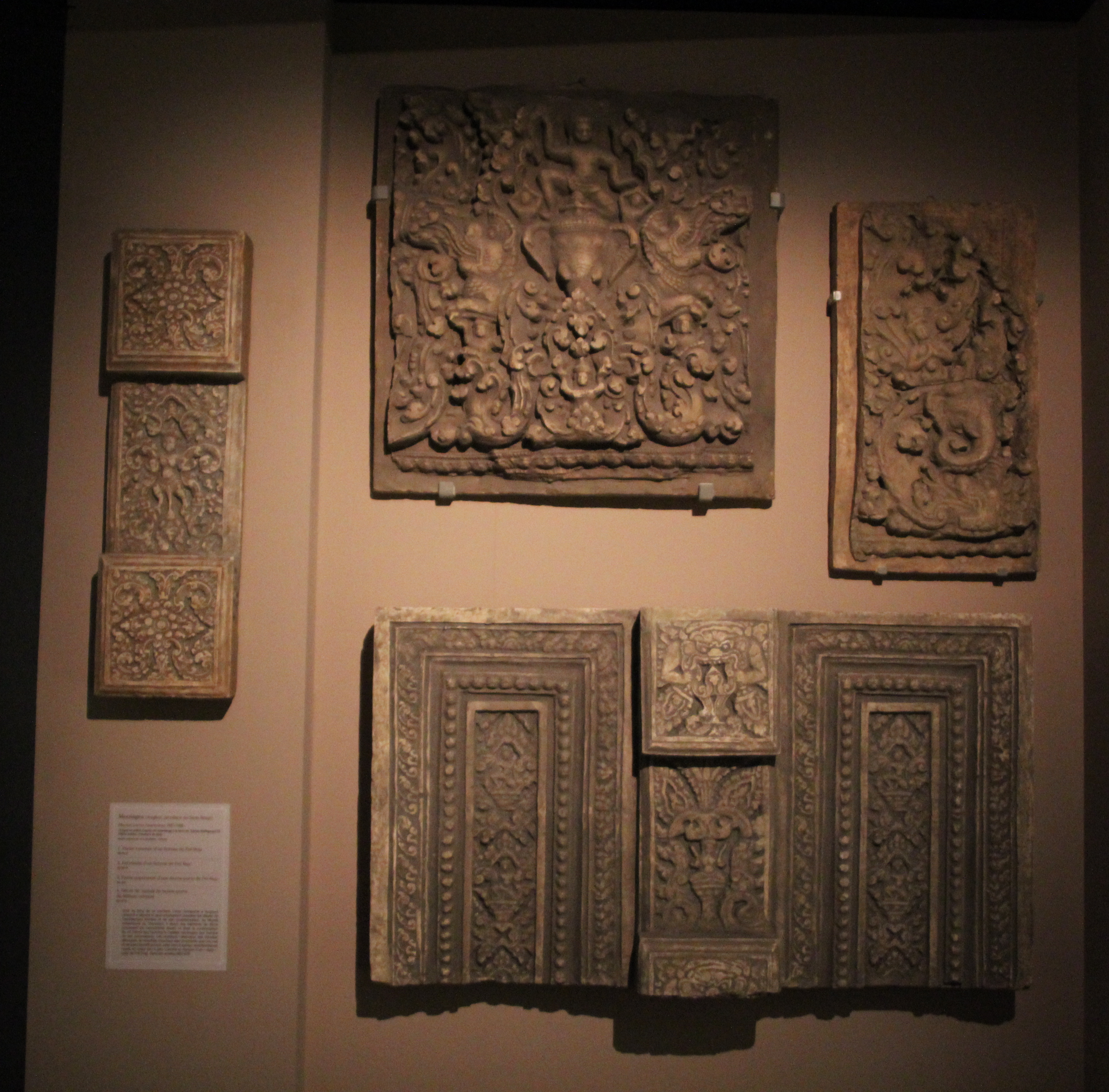
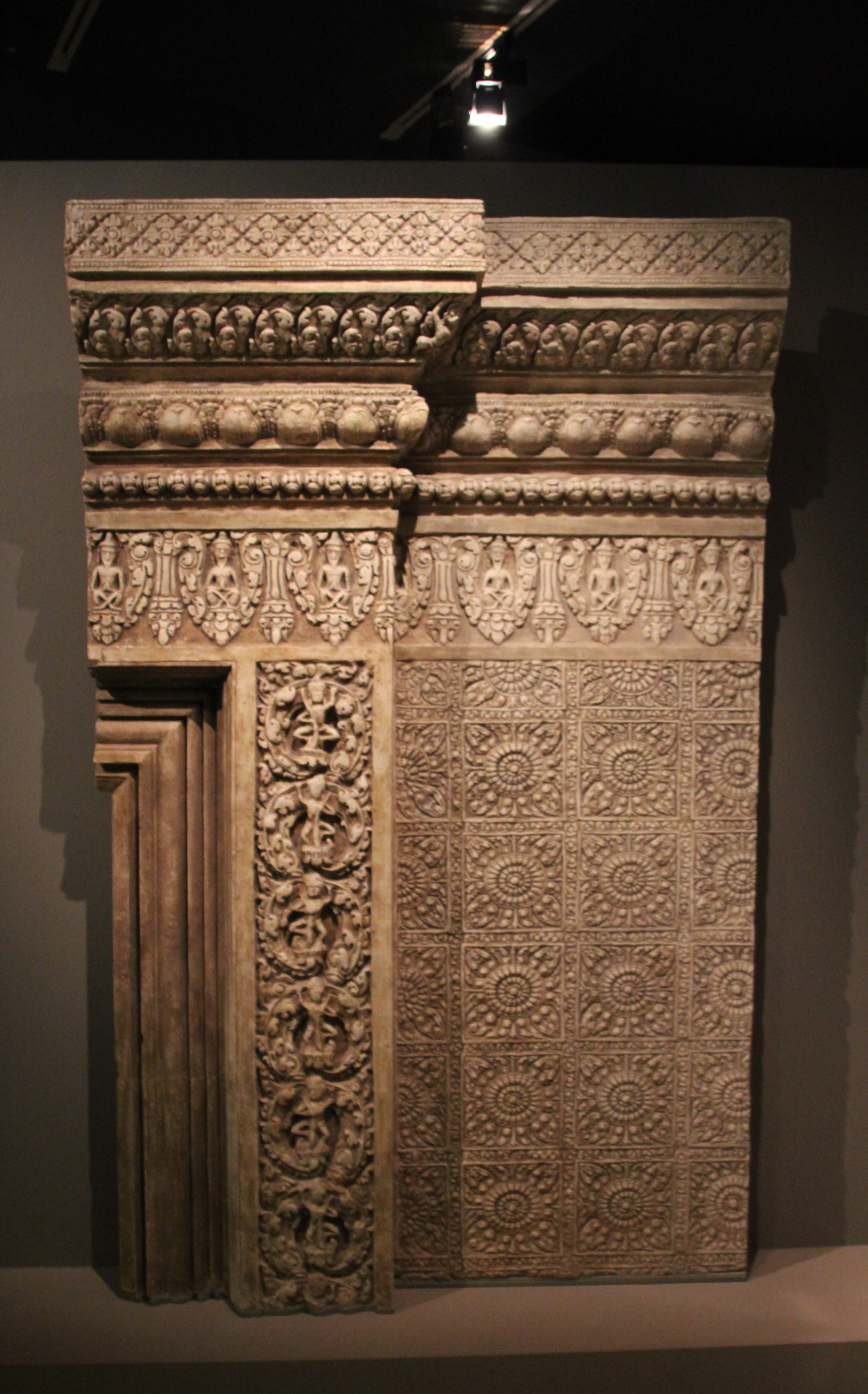
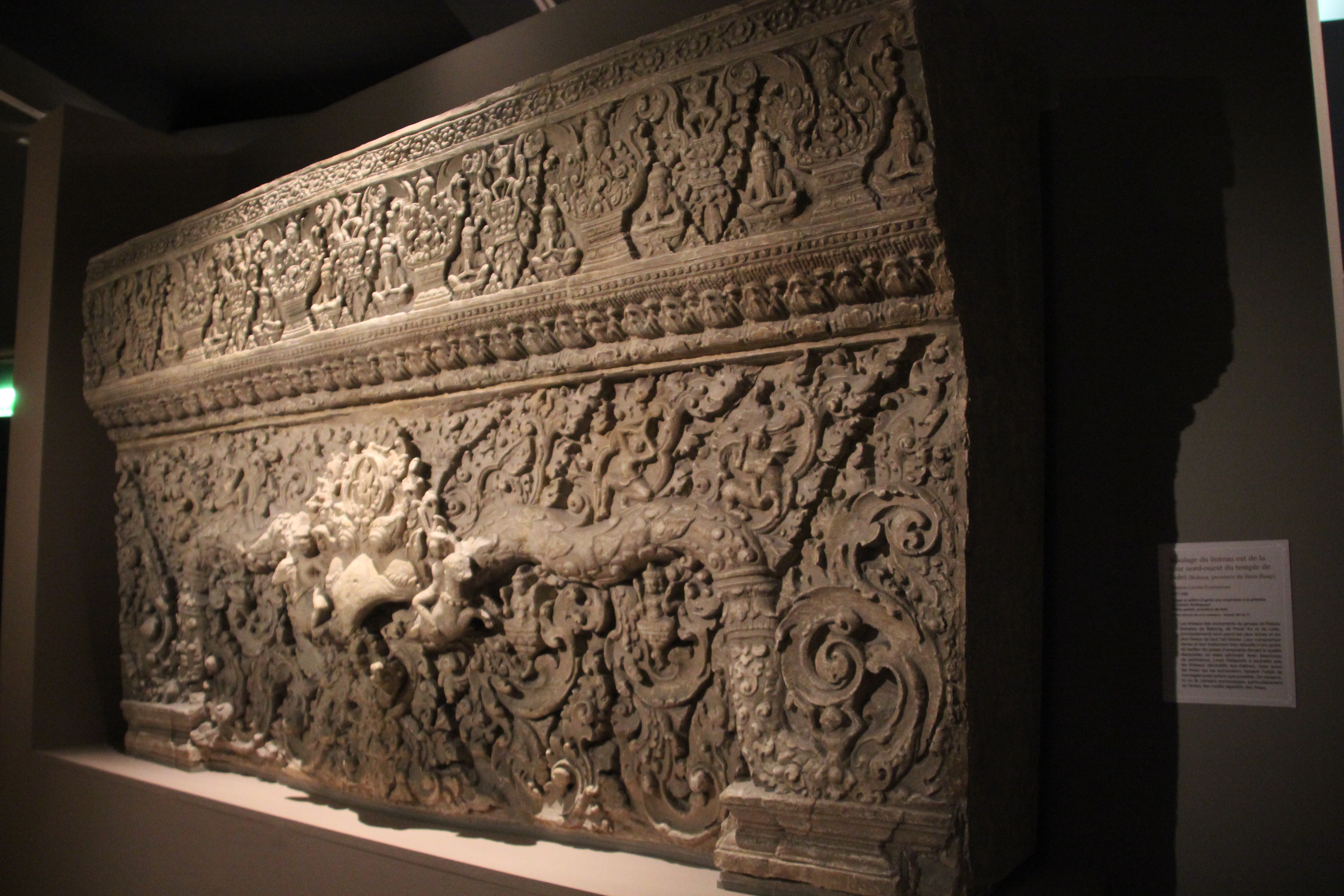
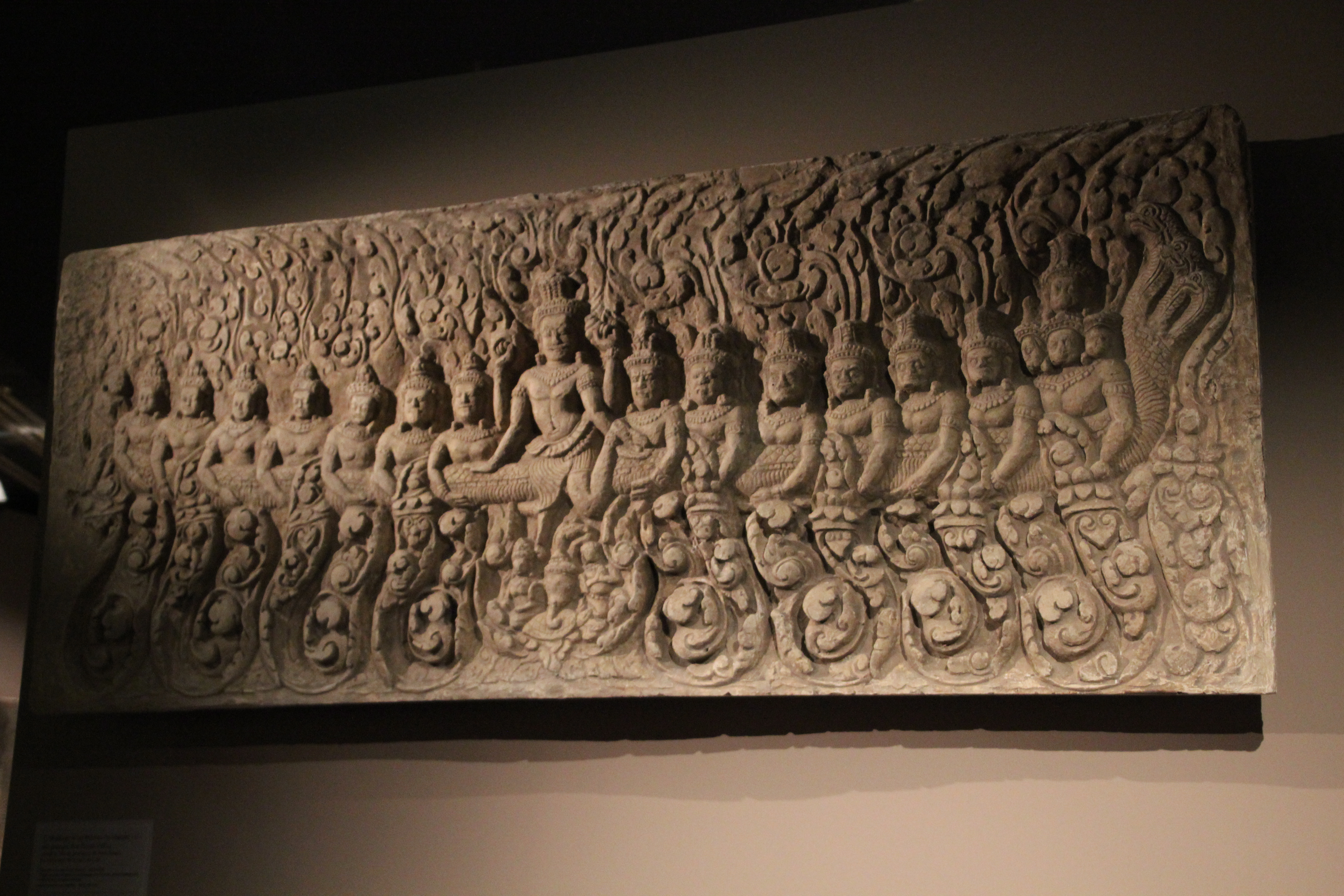

De novembre 1891 à mars 1892, il effectue des fouilles archéologiques dans la vallée de la Ménam et de son affluent le Méping, visite Pak-Nampo, Kamphaeng Phet et Uttaradit et explore Sukhothaï (ancienne capitale), Sangkhalok puis Lopburi et Ayutthaya (ancienne capitale). Il aura ainsi étudié plus d'une centaine de monuments bouddhiques dont certains étaient inconnus,.

Illustrations de l'art bouddhique par Lucien Fournereau
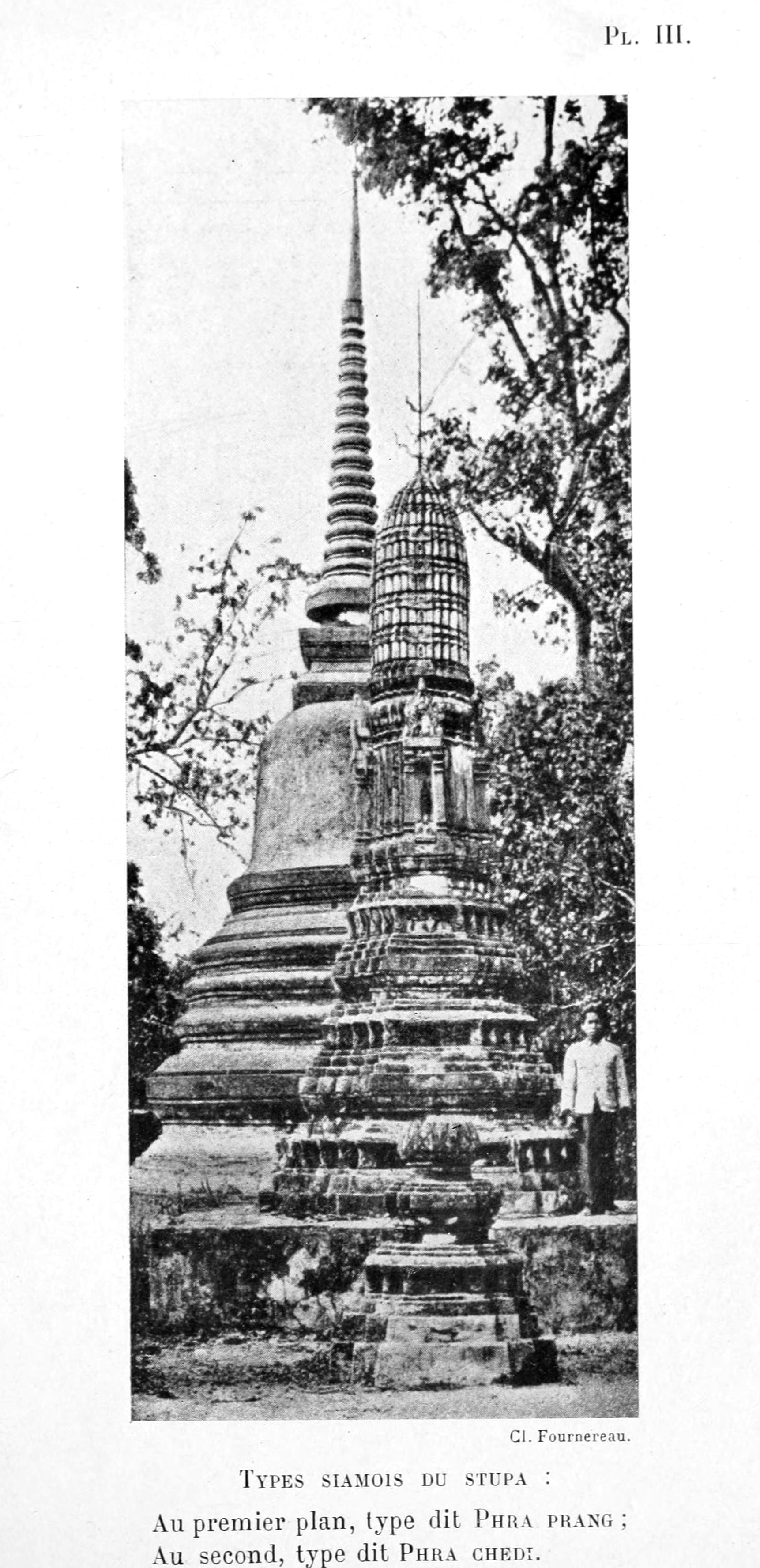
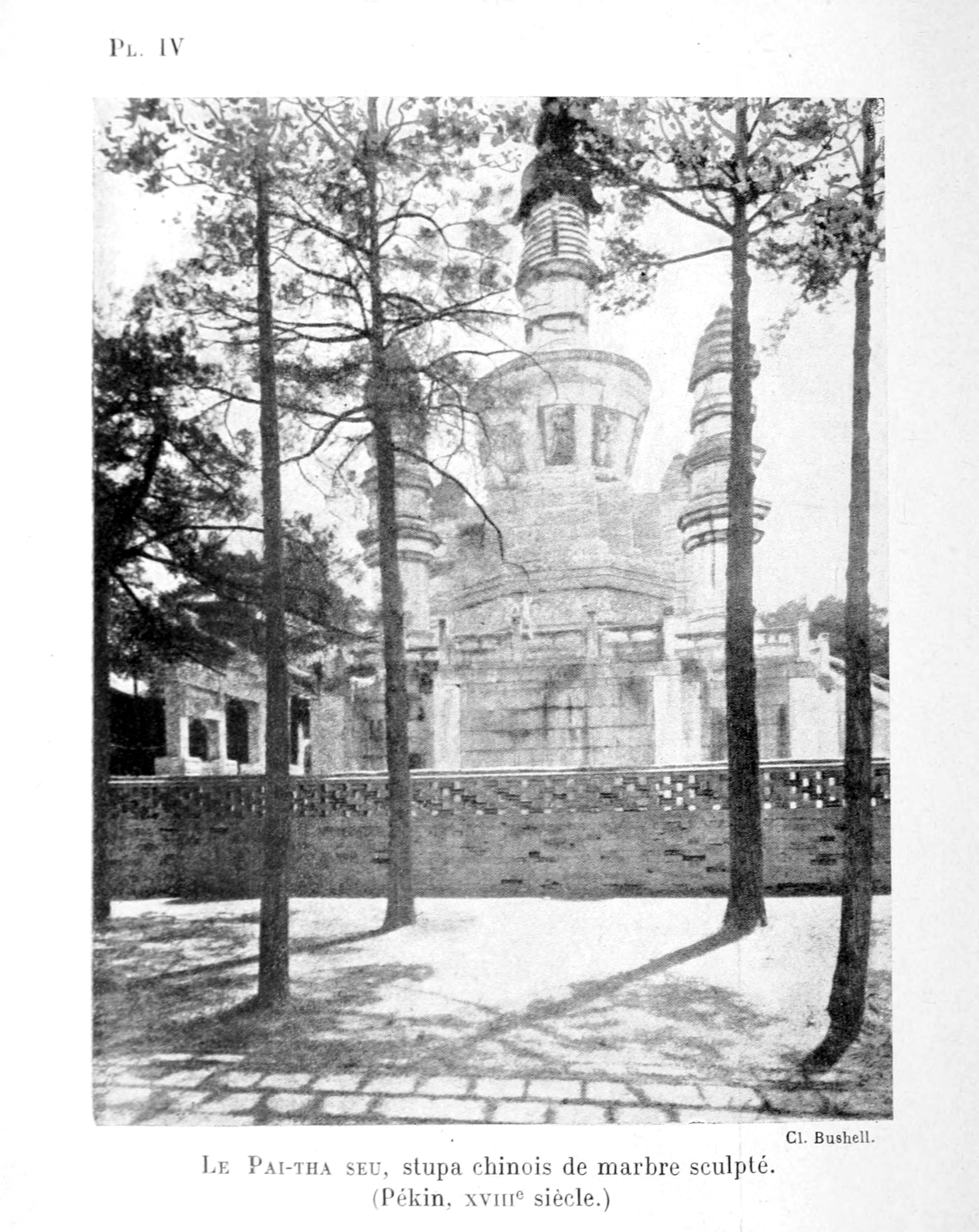
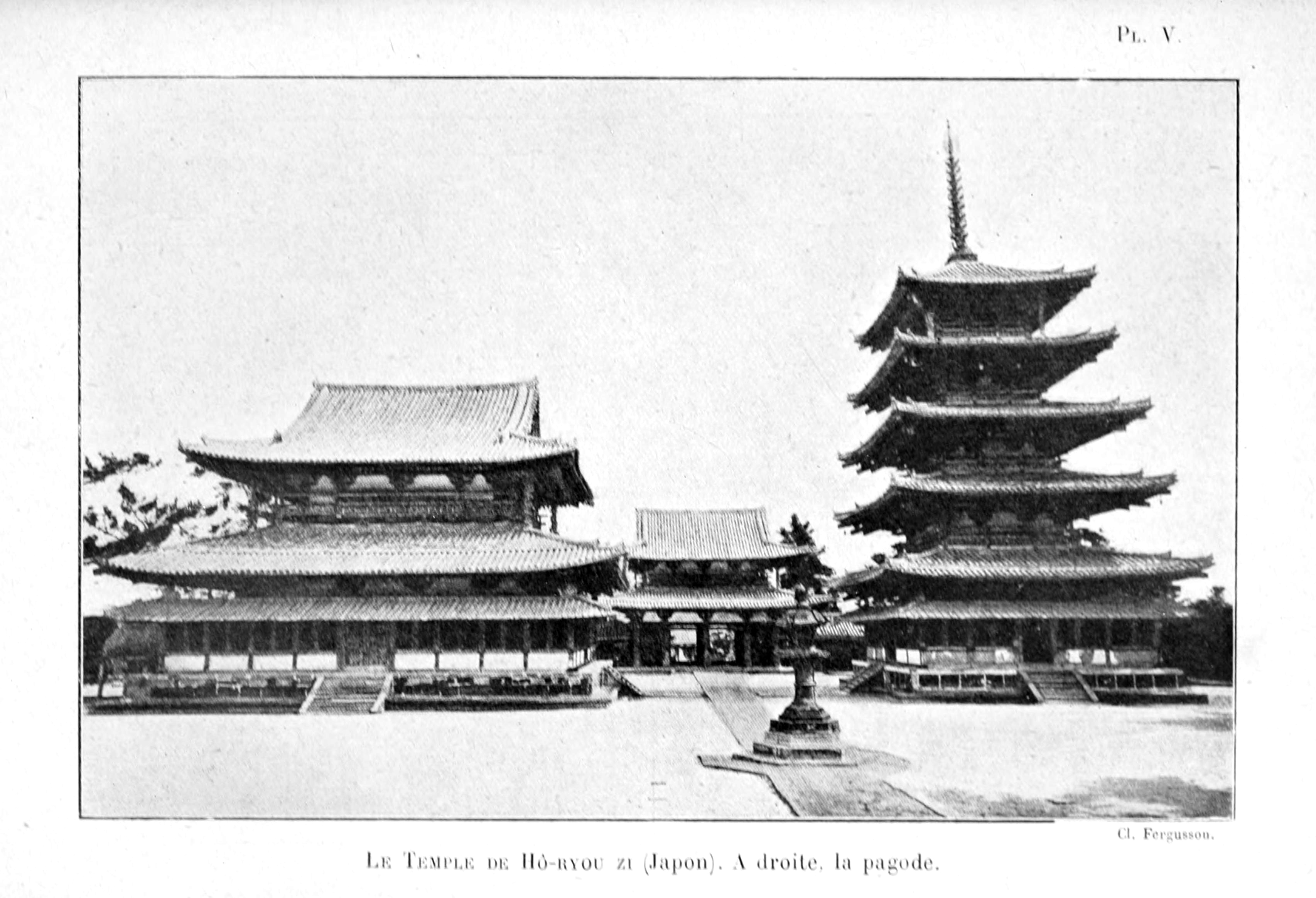
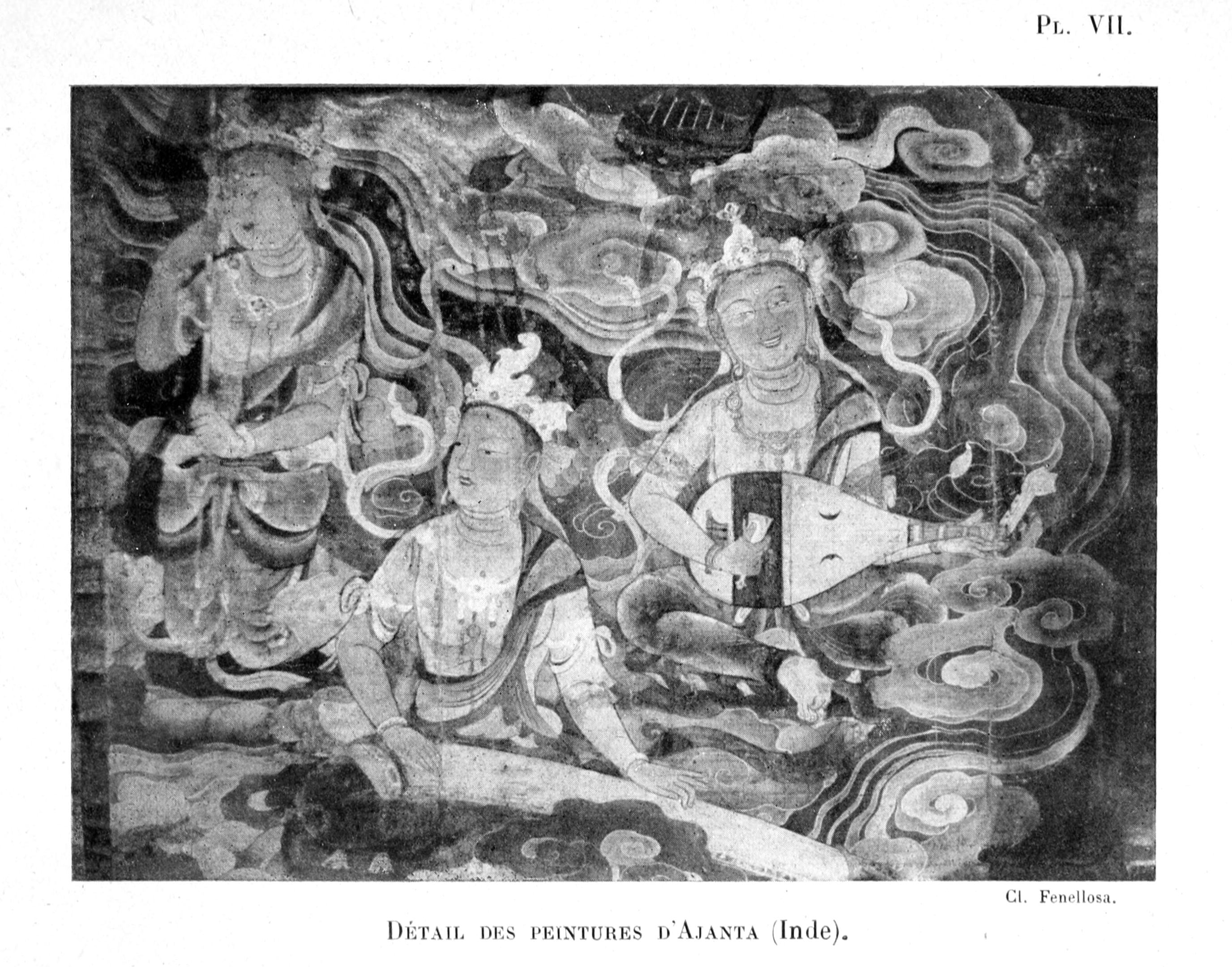
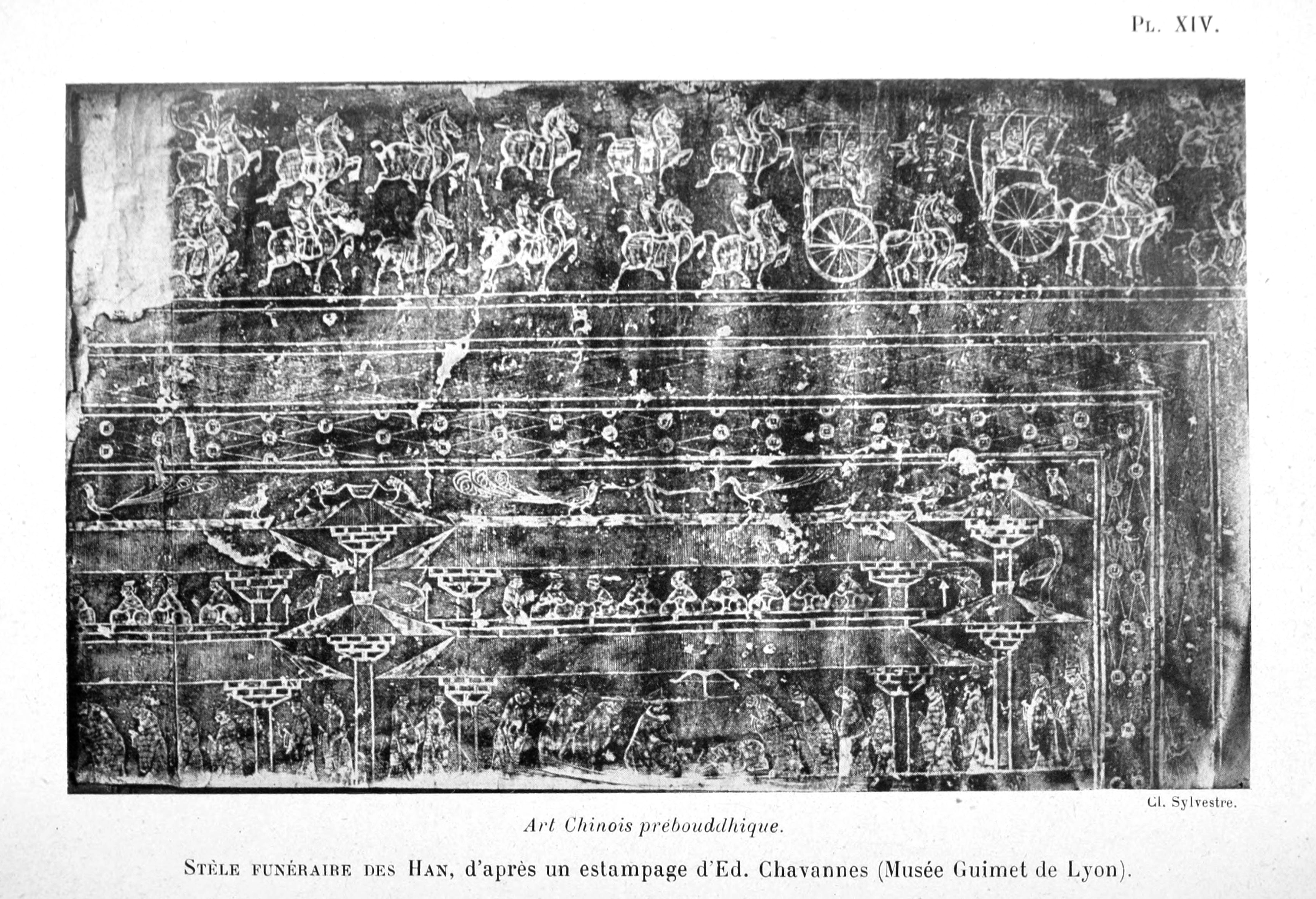
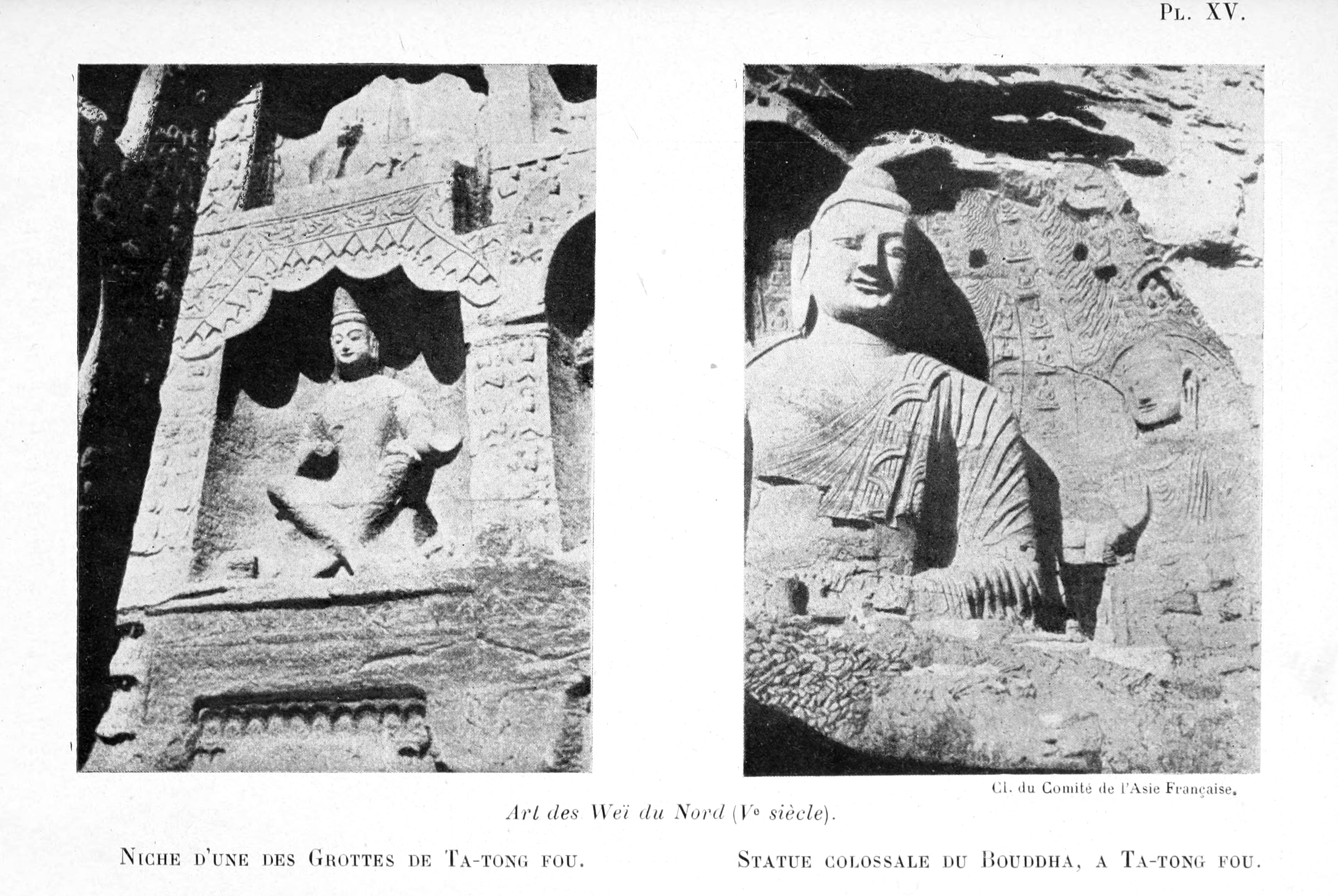
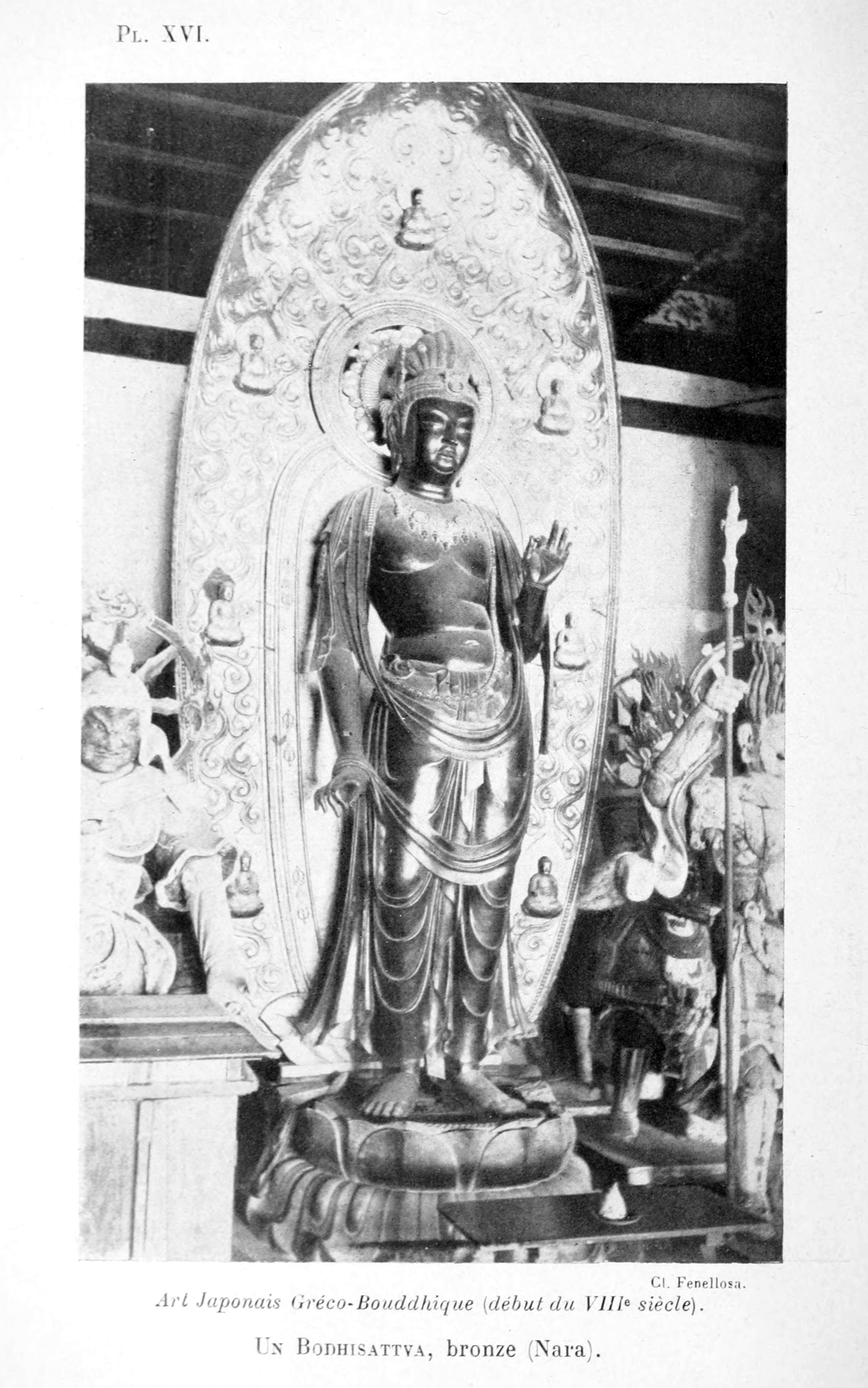
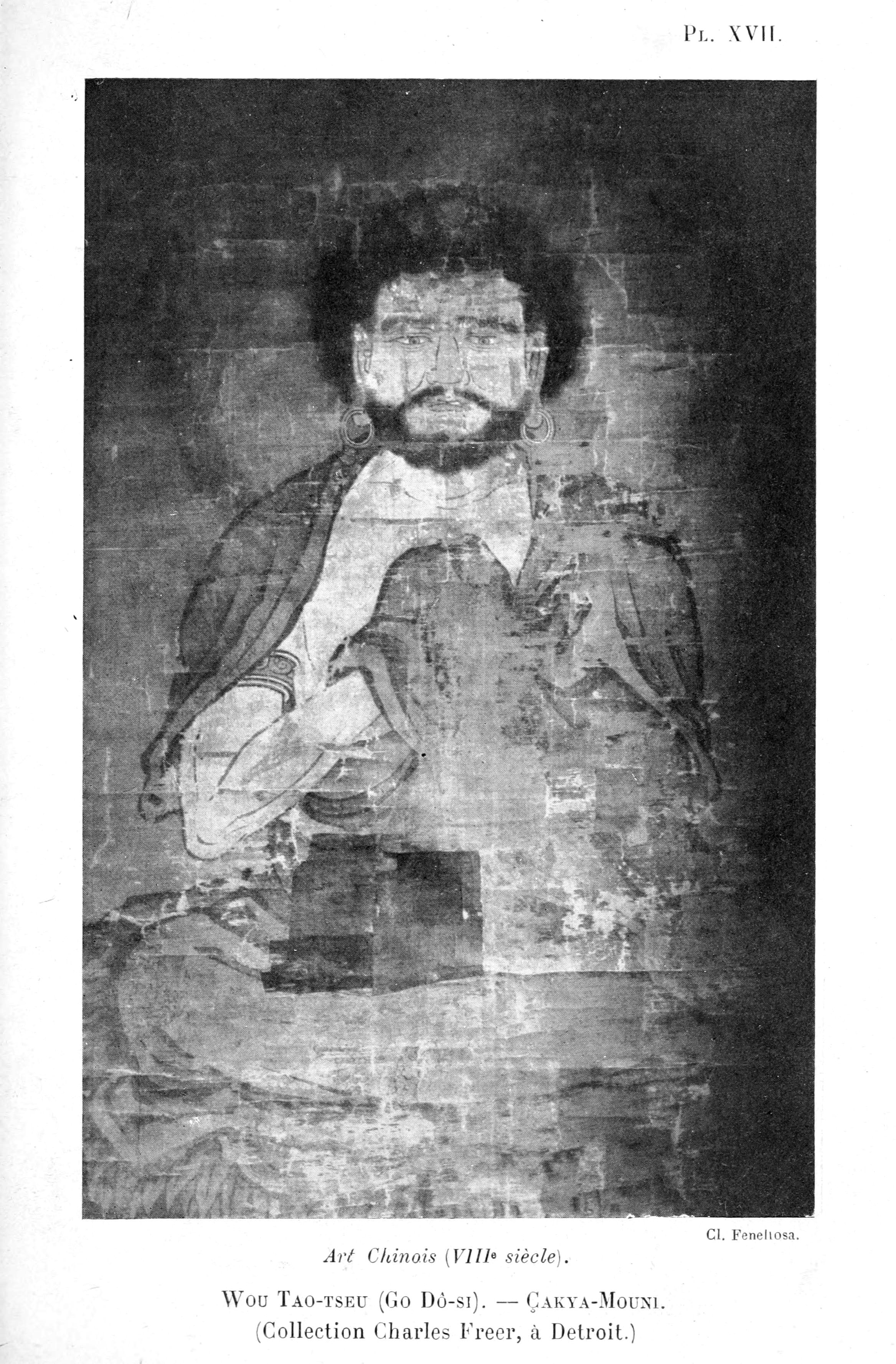
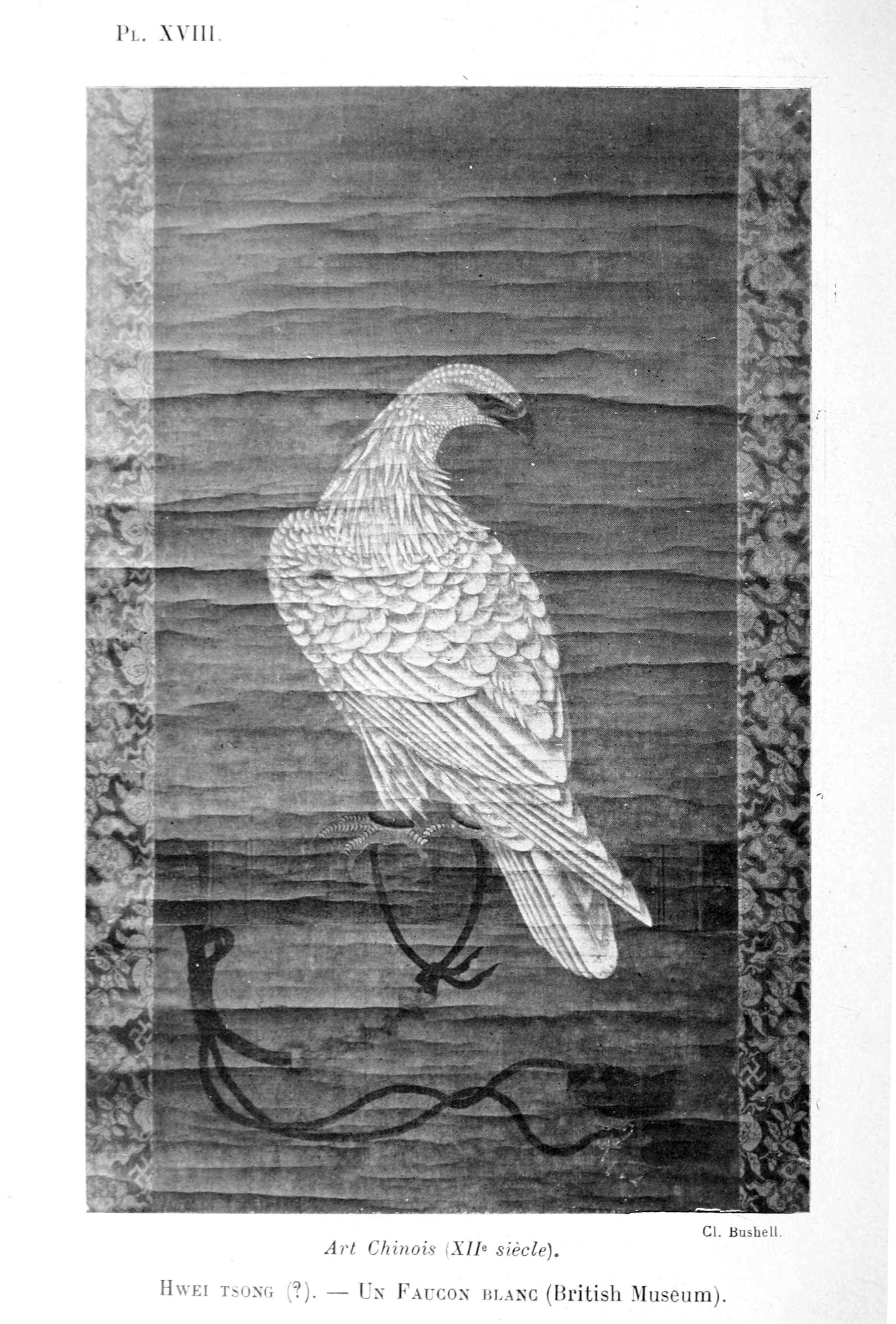
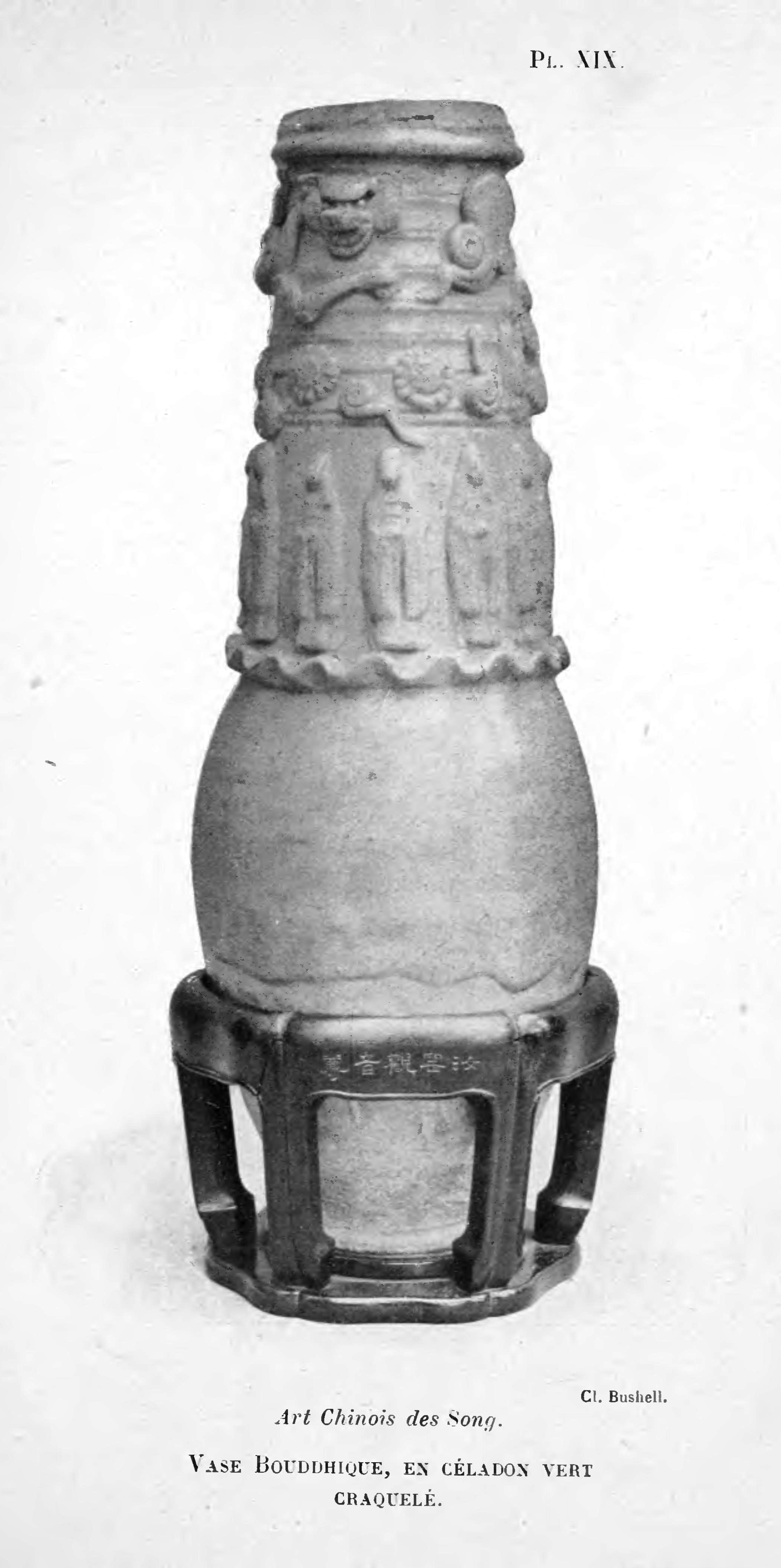
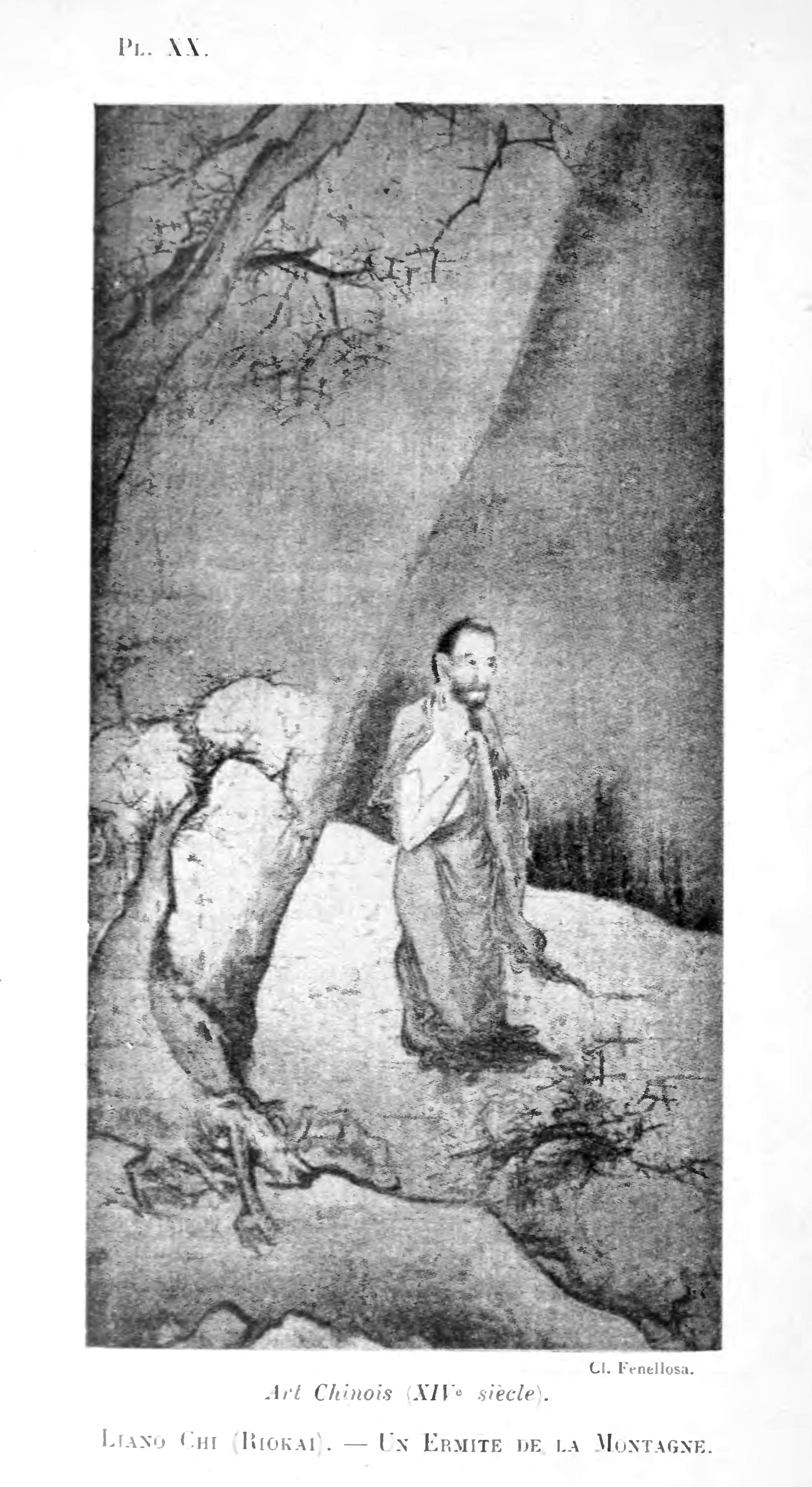
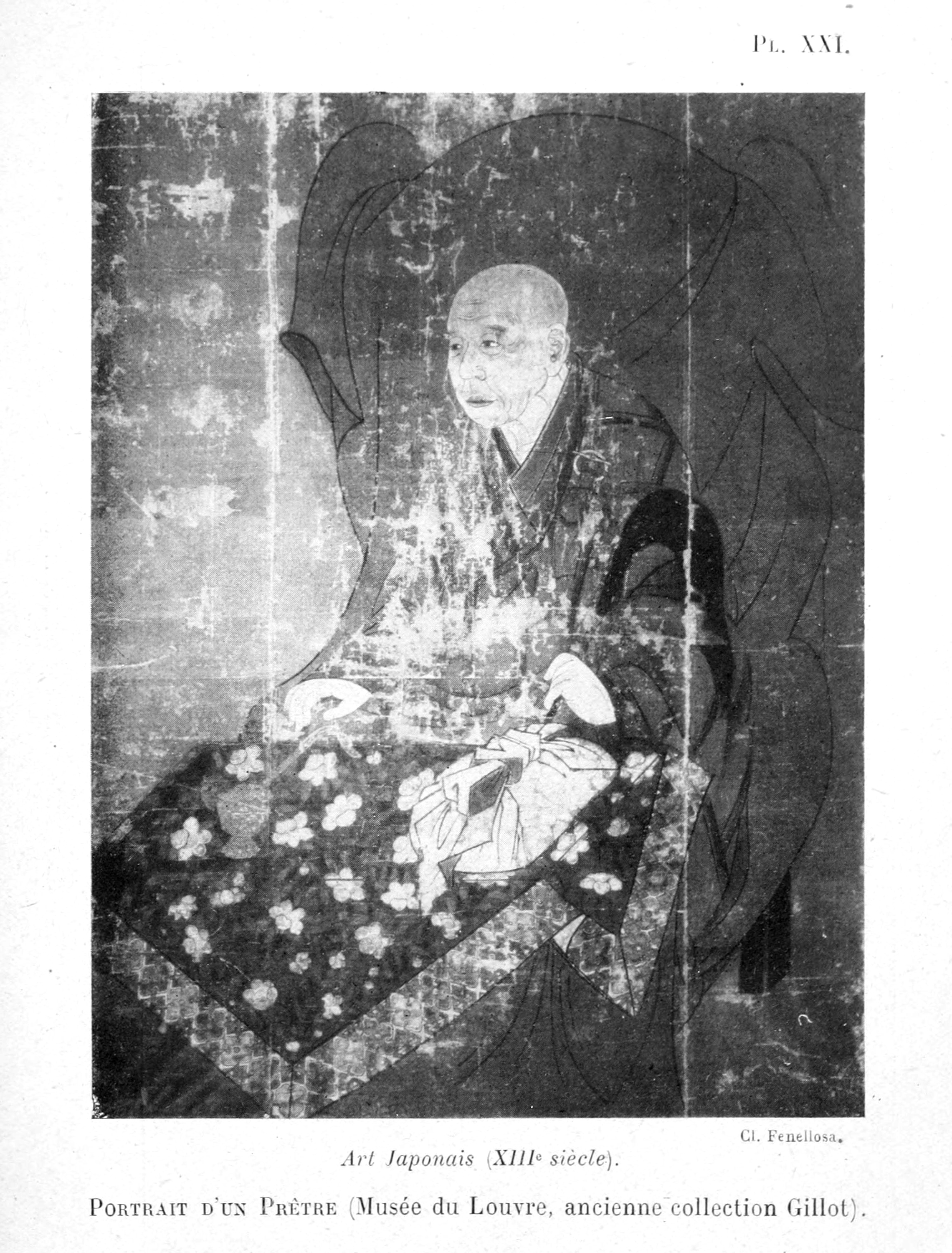
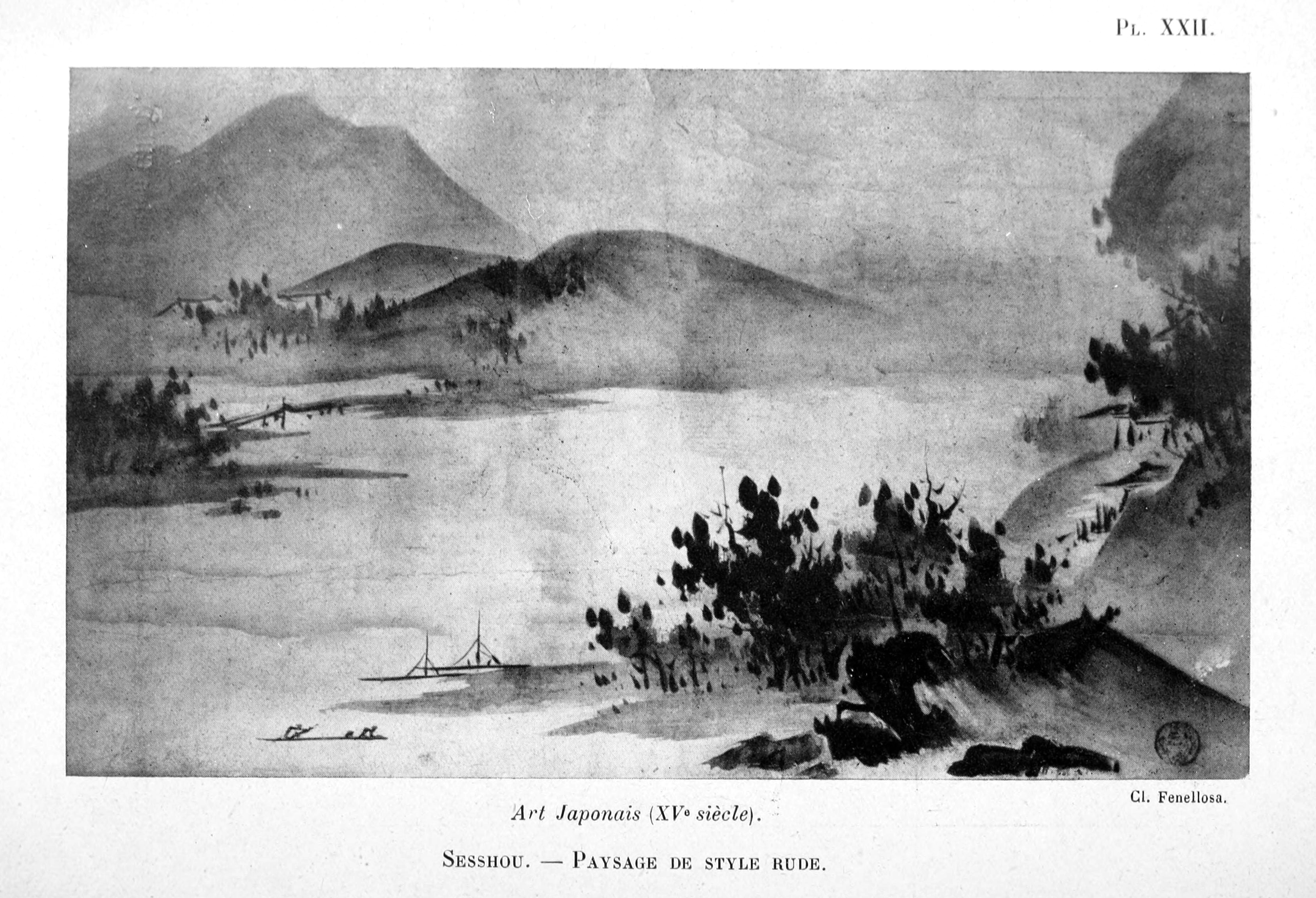
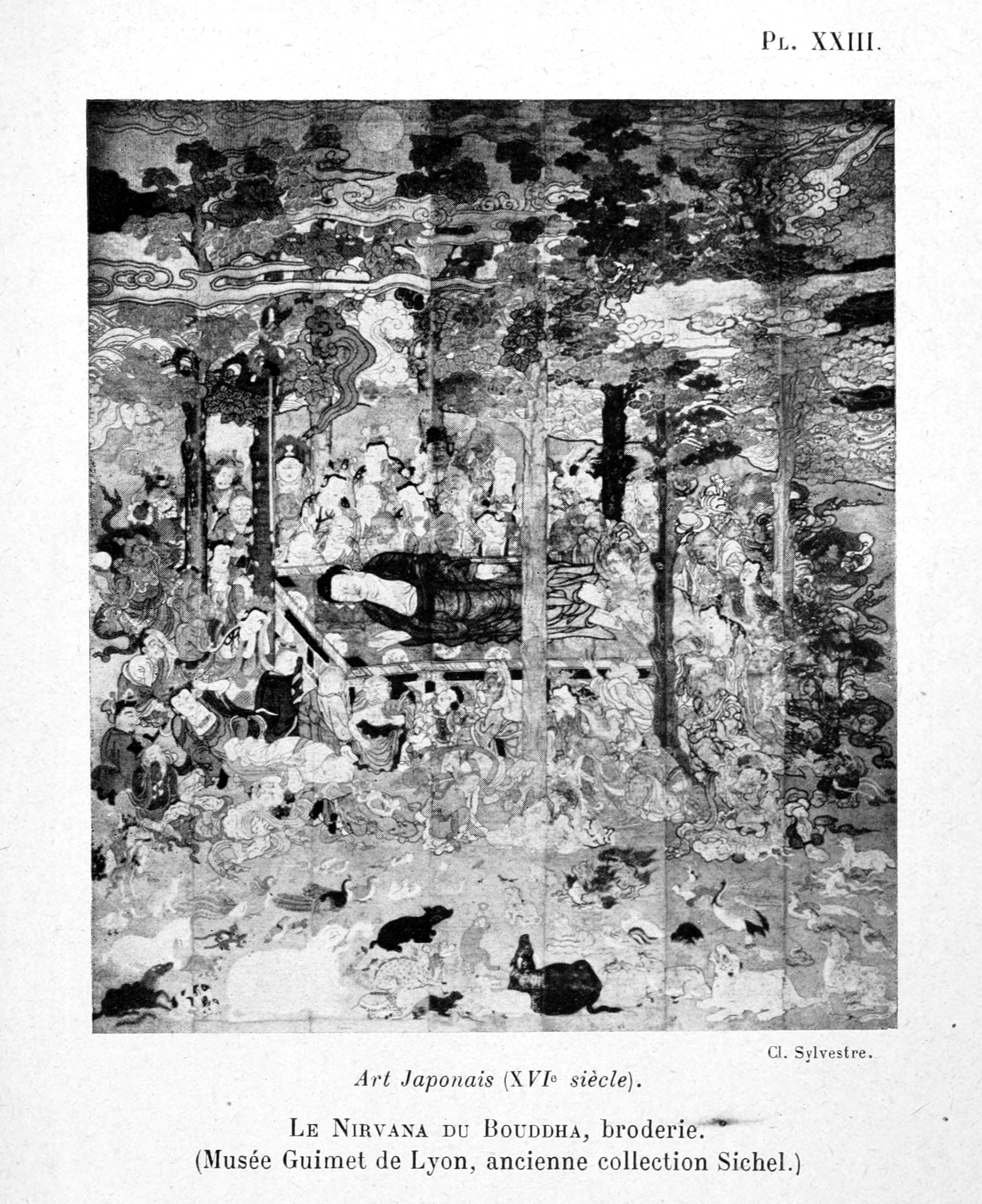
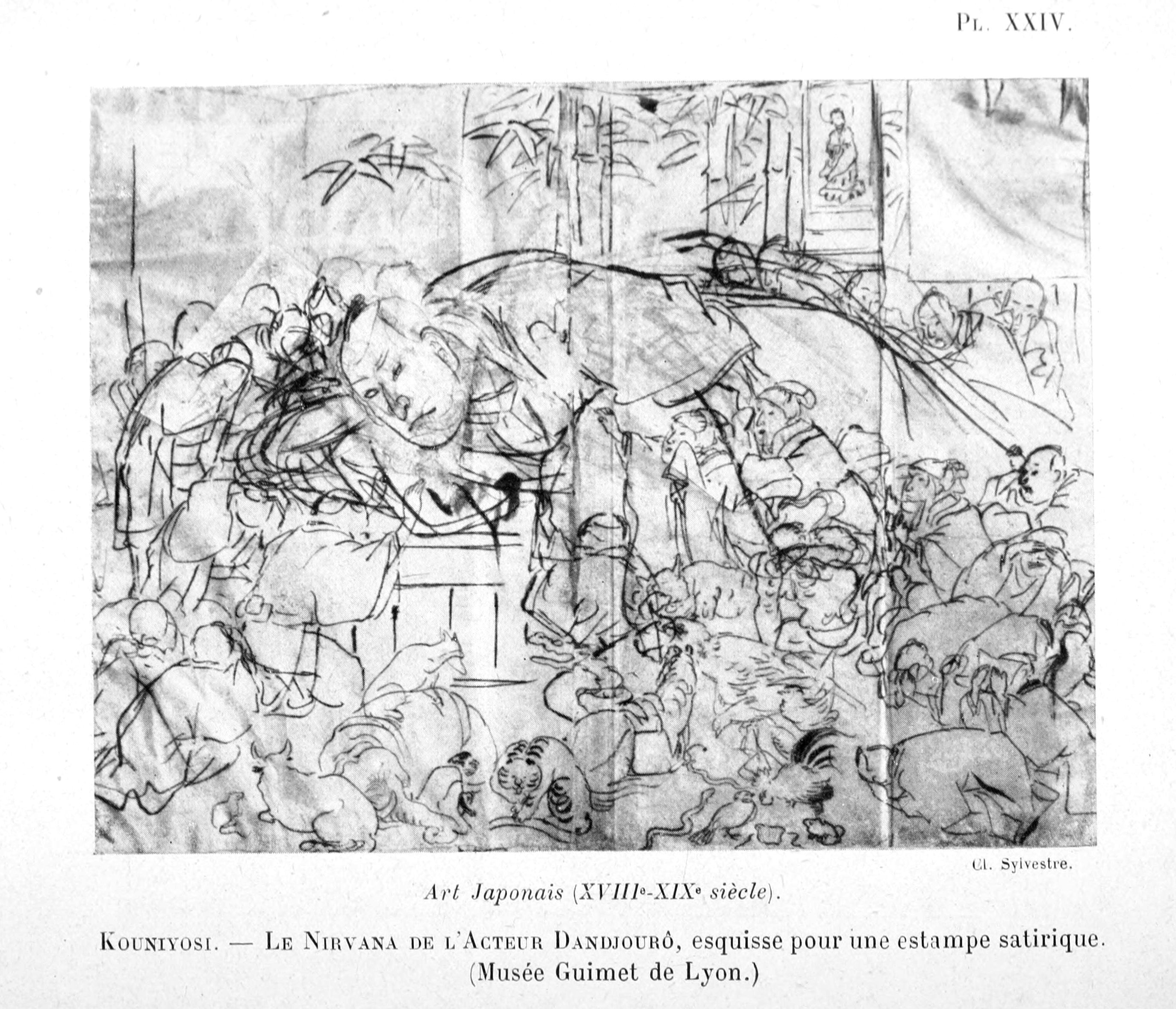

En 1903, il est fait Chevalier de la Légion d'honneur pour son rôle dans l'exposition Coloniale de Hanoï au Grand Palais (Hanoï) entre novembre 1902 et janvier 1903.
Lucien Fournereau meurt le 19 Décembre 1906 à Paris l'âge de 60 ans, puis est inhumé au cimetière Montmartre, dans la 1re division.

## Œuvres
- Les Ruines khmères du Cambodge siamois, Bulletin de la Société de géographie, vol. II, 1889, p. 242
- Les Ruines d'Angkor, étude artistique et historique, 1890
- Les Ruines Khmères, Cambodge et Siam, 1890
- Bangkok, Le Tour du monde, vol. II, 1894, p. 349-397
- Le Siam ancien, archéologie, épigraphie, géographie, 2 vol, Annales du Musée Guimet XXVII et XXXI, 1895-1908

## Récompense
- Il est décoré du titre de Chevalier de la Légion d'honneur le 27 juin 1903[13]